# 재배치 레지스터
재배치 레지스터(Relocation Register)는 수행중인 컴퓨터 프로그램을 다른 곳으로 옮길 수 있도록 해준다. 주기억장치 내 프로그램의 기본주소(base address)가 재배치 레스지터에 기억된다. 프로그램이 수행되면서 계속해서 프로그램에 의해 생성되는 주소에다 재배치 레지스터의 내용을 더해서 실제 주소를 계산한다. 이렇게 함으로써 프로그래머는 자신의 프로그램이 마치 0번지에서 시작하는 것처럼 프로그램을 작성할 수 있다.